# Pete 'n' Tillie
Pete 'n' Tillie (Brasil: Reencontro de Amor / Portugal: Um Amor Simples) é um filme norte-americano de 1972, do gênero comédia dramática, dirigido por Martin Ritt  e estrelado por Walter Matthau e Carol Burnett.